# Кондратюк Володимир Олександрович
Володимир Олександрович Кондратюк (нар. 6 червня 1938, Дяківці-пом.27 лютого 2018) — український історик, фахівець з новітньої історії та права України, доктор історичних наук з 1990 року, професор з 1991 року. Відмінник освіти України.

## Біографія
Народився 6 червня 1938 року в селі Дяківцях Літинського району Вінницької області в селянській сім'ї. У 1960—1965 роках навчався на історичному факультеті Львівського університету. По закінченню навчання працював на громадсько-політичній роботі у Львові.
З 1976 року — старший викладач, доцент кафедри історії у Львівському політехнічному інституті. У 1979 році захистив кандидатську дисертацію з проблем студентської молоді; в 1990 році — докторську з проблем розвитку
технічної творчості молоді в Україні.
З 1982 року очолював кафедру історії та політології Українського державного лісотехнічного університету.

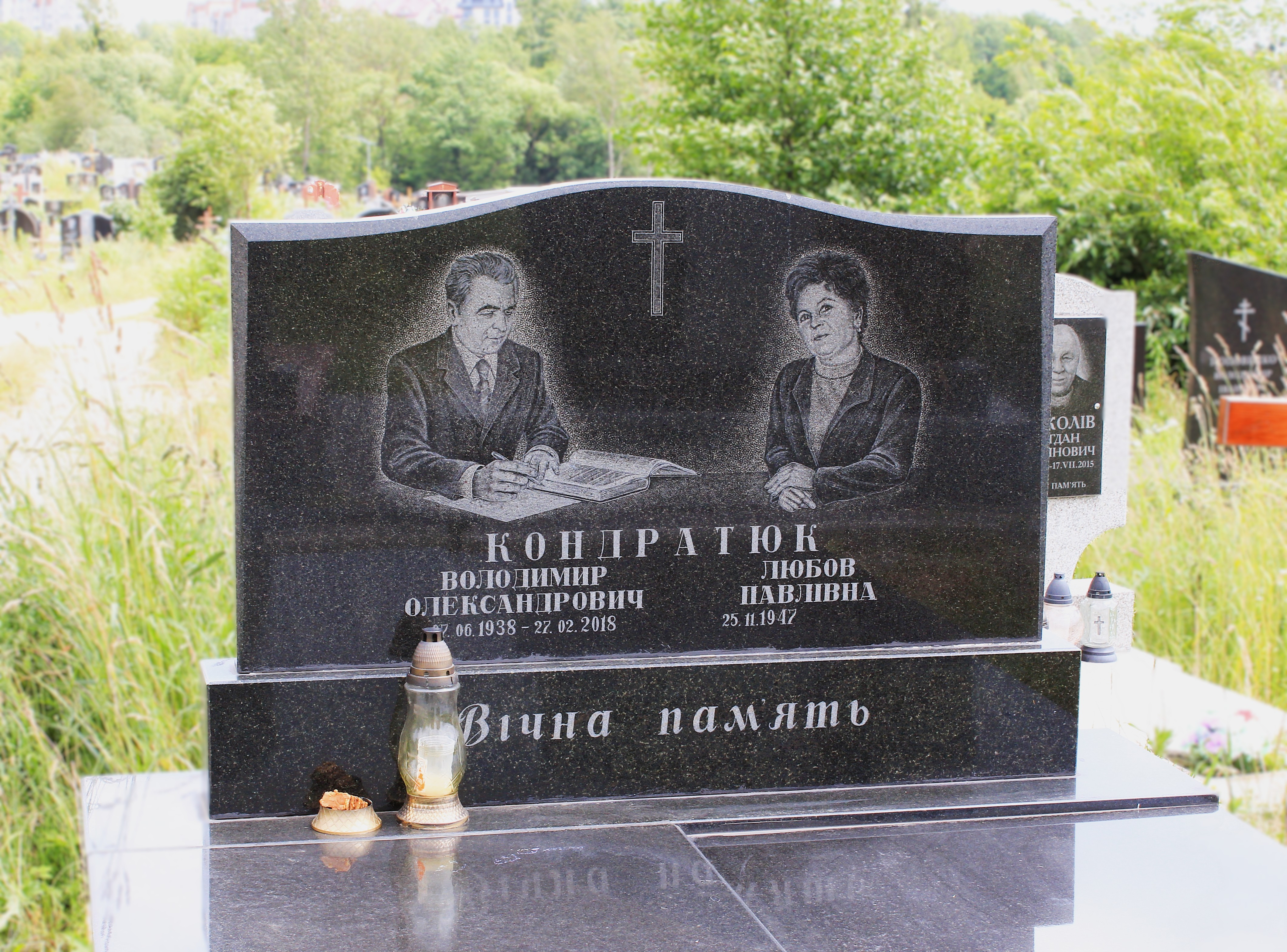
Надгробок Володимира Кондратюка — українського історика, доктора історичних наук, професора.

Помер у Львові, похований на 6-а полі Голосківського цвинтаря.

## Наукова діяльність
Досліджував національновизвольний рух на західноукраїнських землях, історію ЗУНР, правнополітичні проблеми сучасної України. Опублікував понад 150
наукових і науково-методичних праць, у тому числі 4 навчальних посібників з історії України і державного права. Серед праць:
- Технічній творчості молоді — партійну турботу. — Київ, 1987;
- Українська державність в 1917—1920 роках. — Львів, 1992;
- Українська революція — здобутки і втрати в державотворчих змаганнях в 1917—1920 pp. — Київ, 1998 (співавтор Буравченкова С.);
- ЗУНР: становлення і захист (1918—1921). — Львів, 1998 (співавтор Регульський В.);
- Нариси історії Сокальської філії товариства «Просвіта» (1898–1939 рр.). Львів, 2009 (у співавторстві).